# دفراء حلوة
دَفْراء حلوة   هو نوع من النباتات المزهرة من جنس الدفراء في الفصيلة الحملية. تشمل الأسماء الشائعة عشب عرق السوس عشب الماعز. مهدها الإقليم المداري الجديد ولكن يمكن العثور عليها في جميع أنحاء العالم المداري وشبه المداري.
مع أنها تعتبر من الأعشاب الضارة في أجزاء كثيرة من الهند وبنغلاديش، فقد أدى استخدامها في الطب التقليدي إلى الإفراط في الاستغلال.  عُثِر على النبات أيضًا في بساتين الحمضيات في فلوريدا.

## الطب التقليدي
تستخدم الدفراء الحلوة في الطب التقليدي علاجًا لمرض السكري في الهند وارتفاع ضغط الدم في تايوان .  في طب سدهة يستخدم لعلاج حصوات الكلى لكنه يحتاج إلى نظام غذائي صارم لذا يُطلق عليه صاهر الحجر في التاميلية. يستخدم في البرازيل لعلاج مشاكل مختلفة مثل البواسير والجروح. 

## معرِض الصور

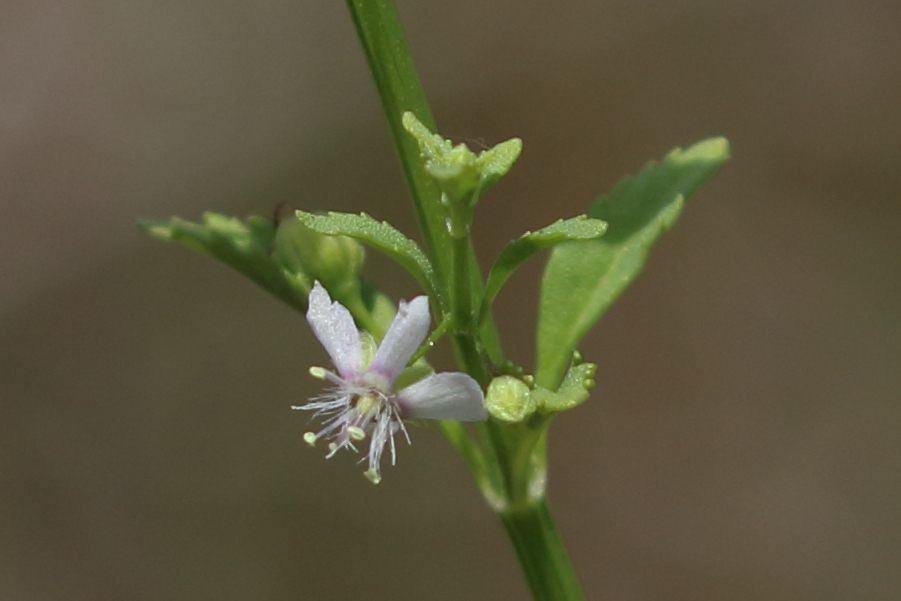
الزهرة
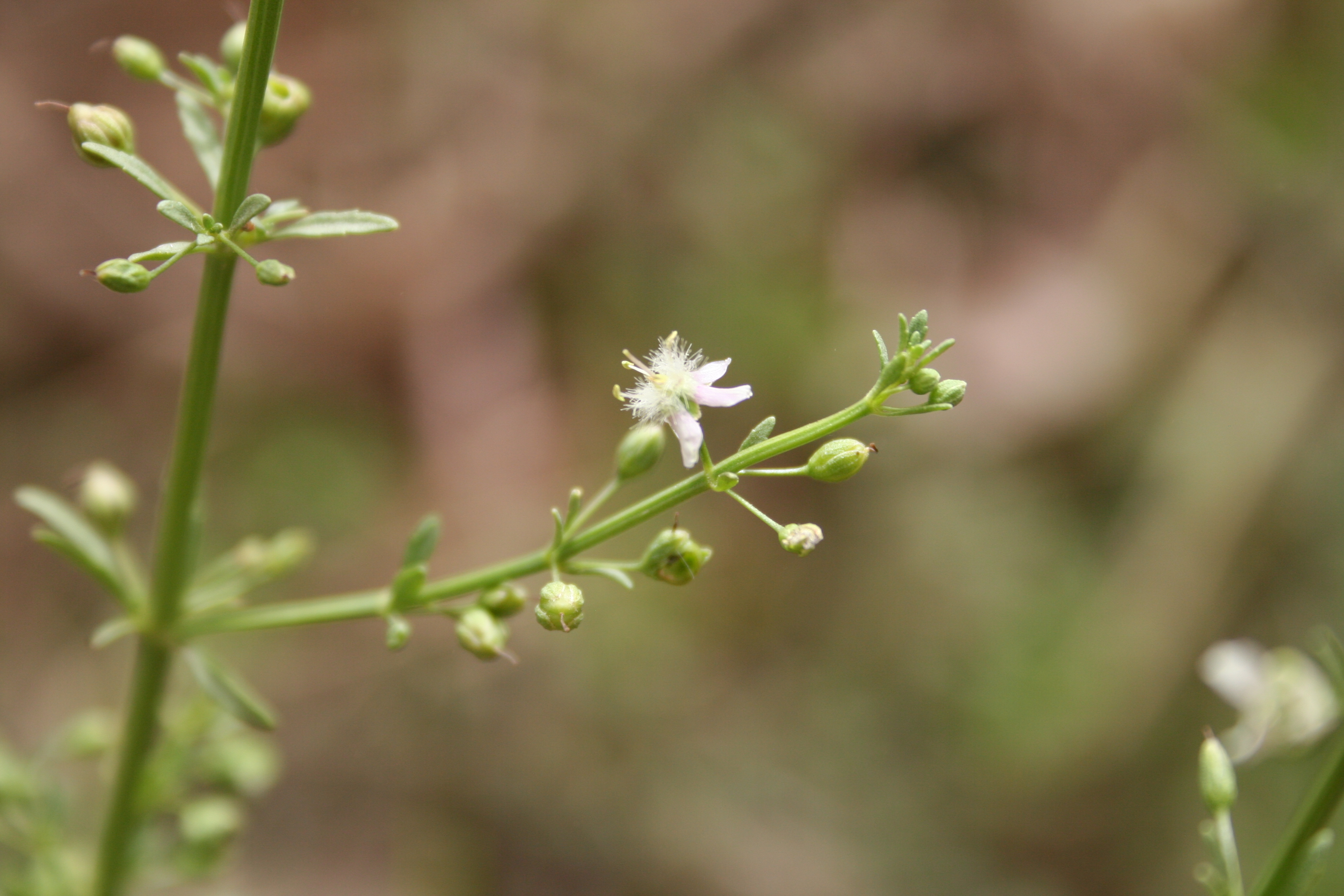
دي باتاكو السنغال
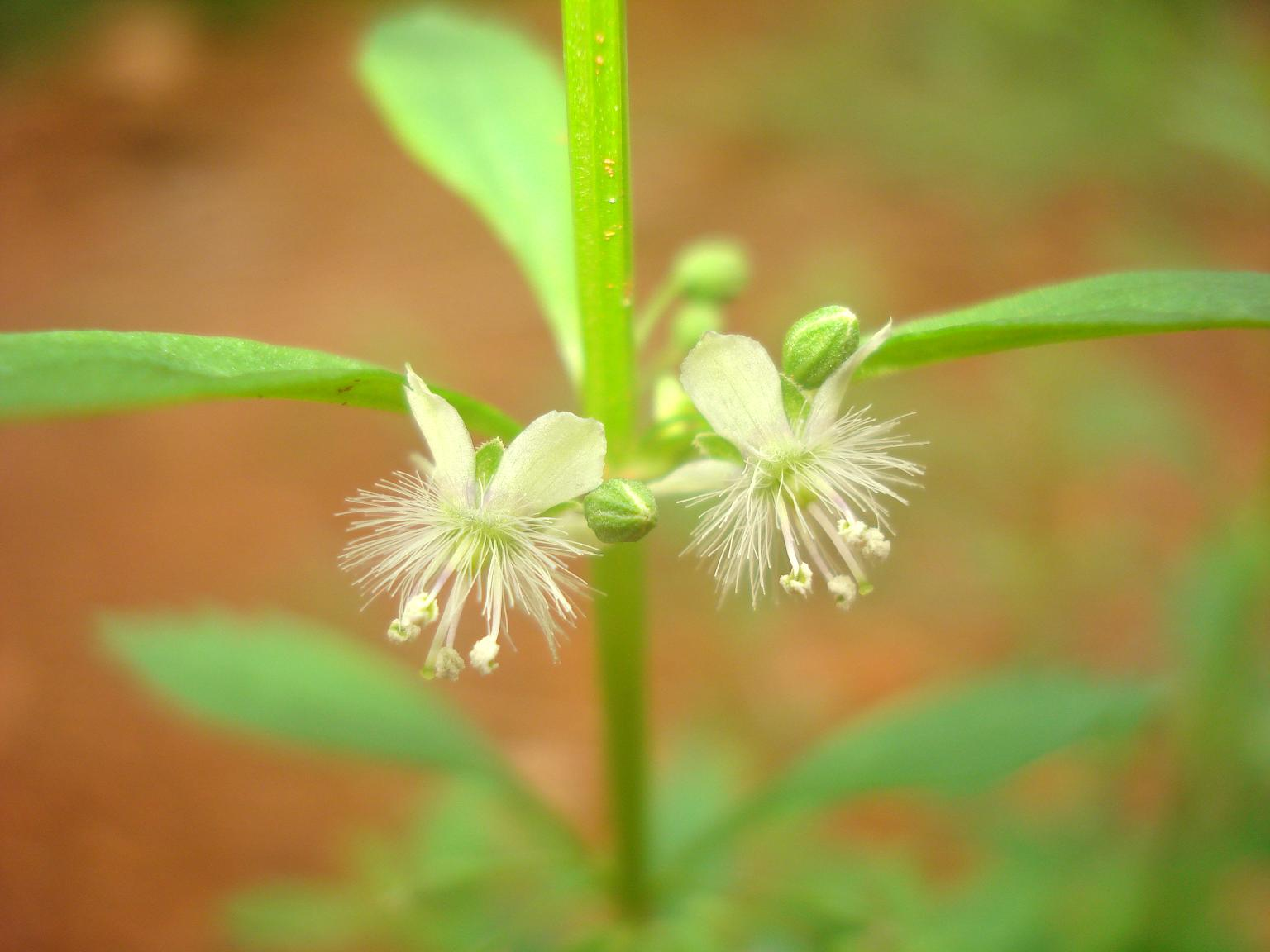
زهرة
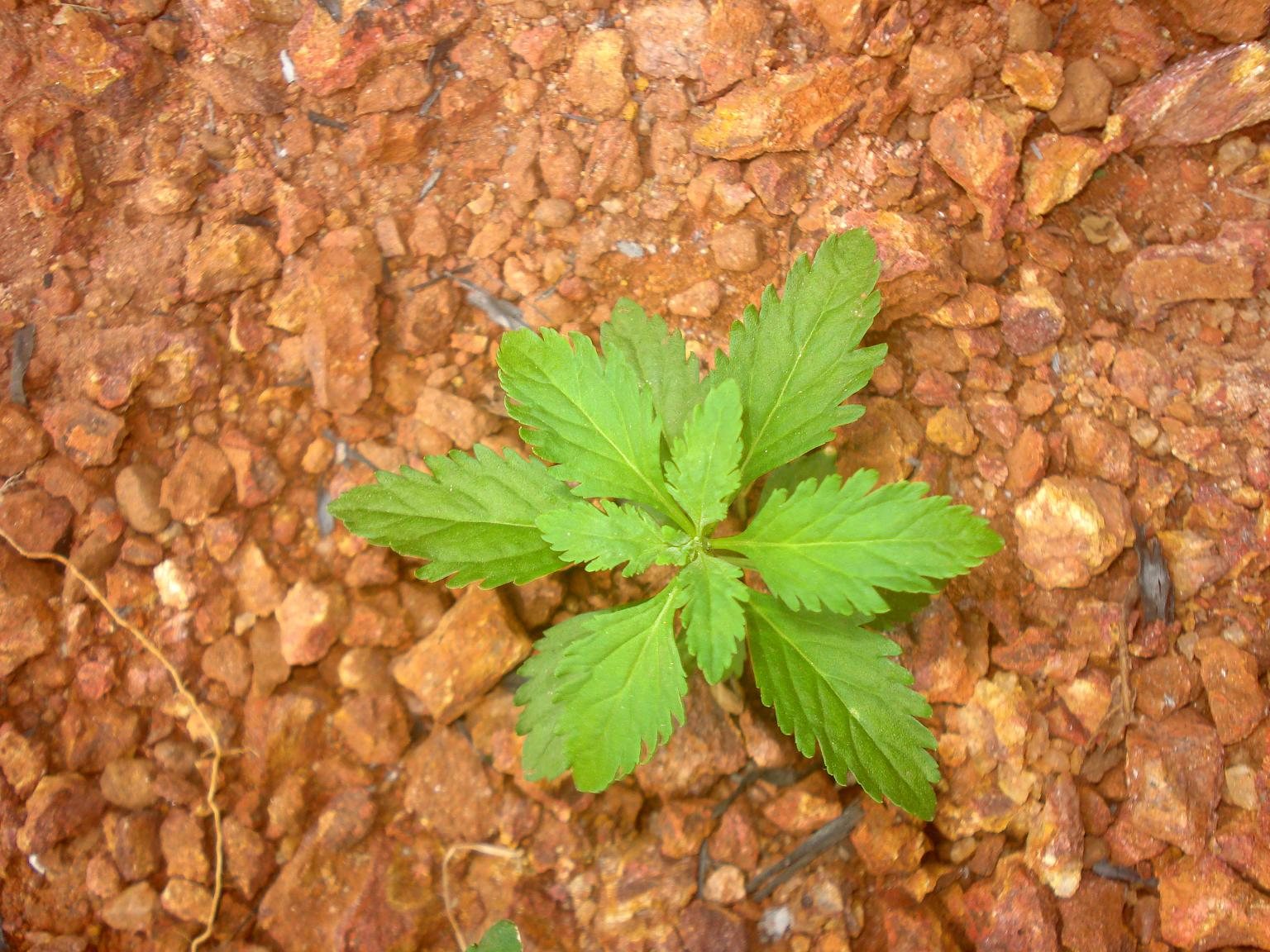
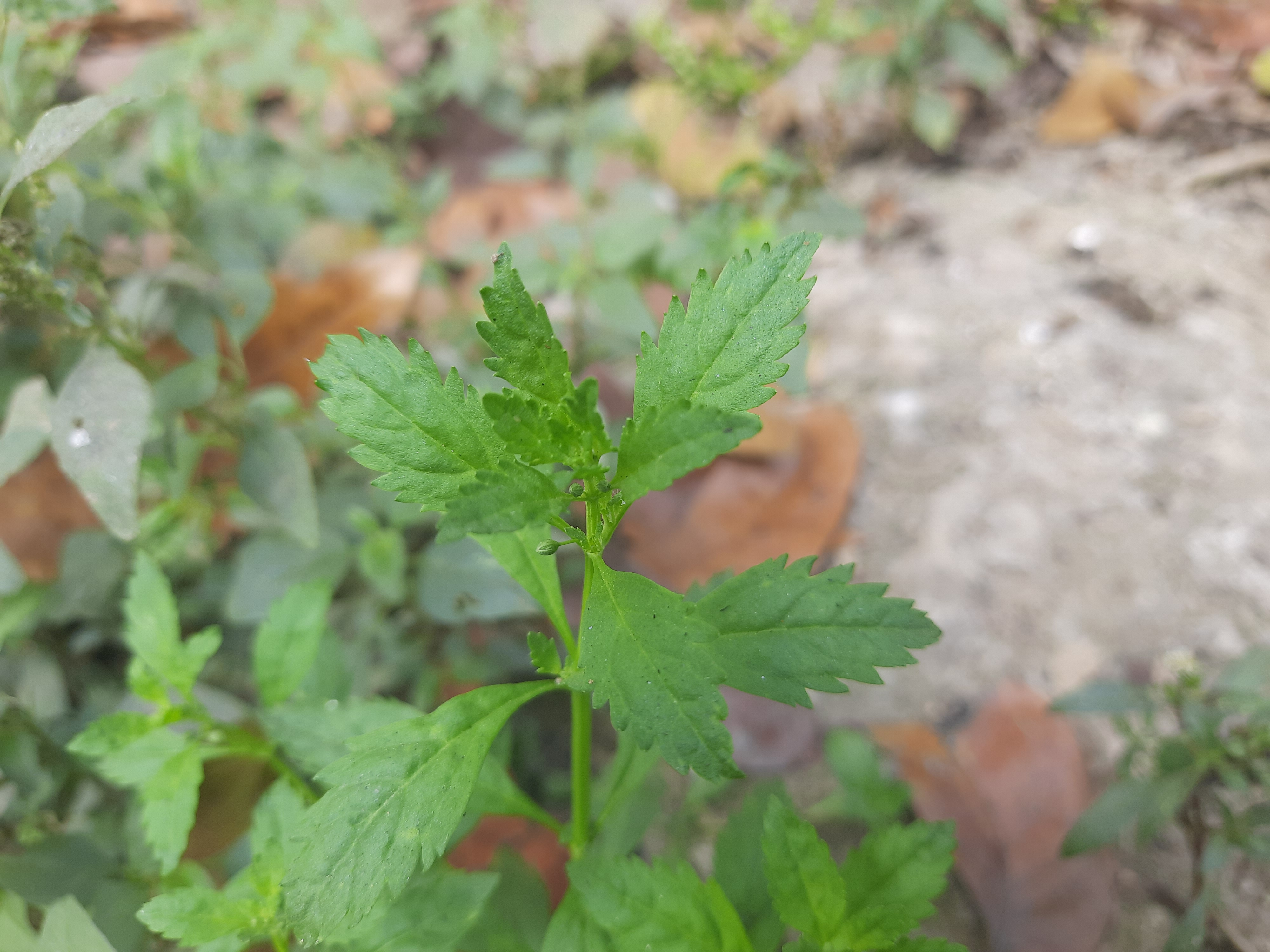
أوراق يافعة
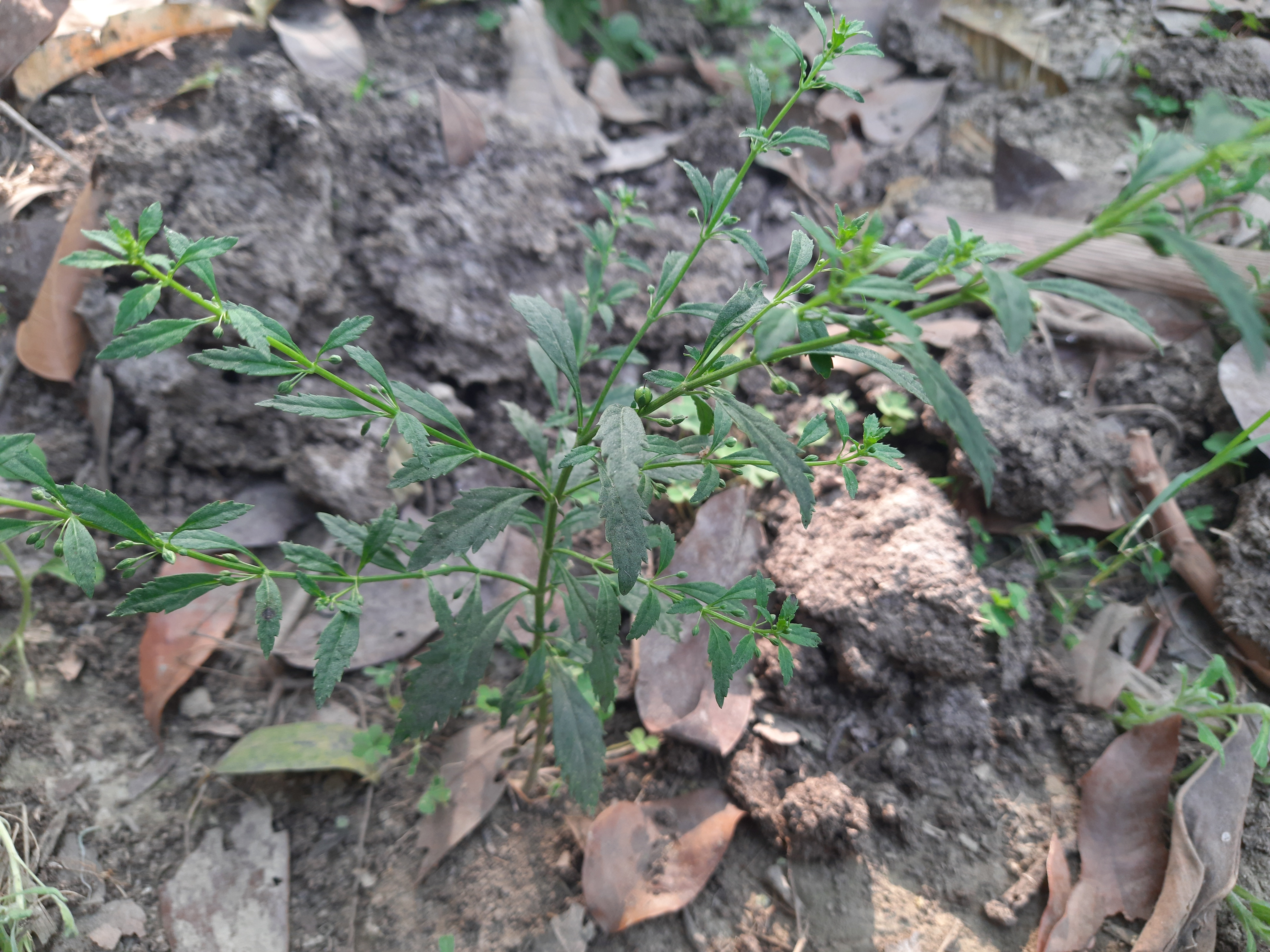
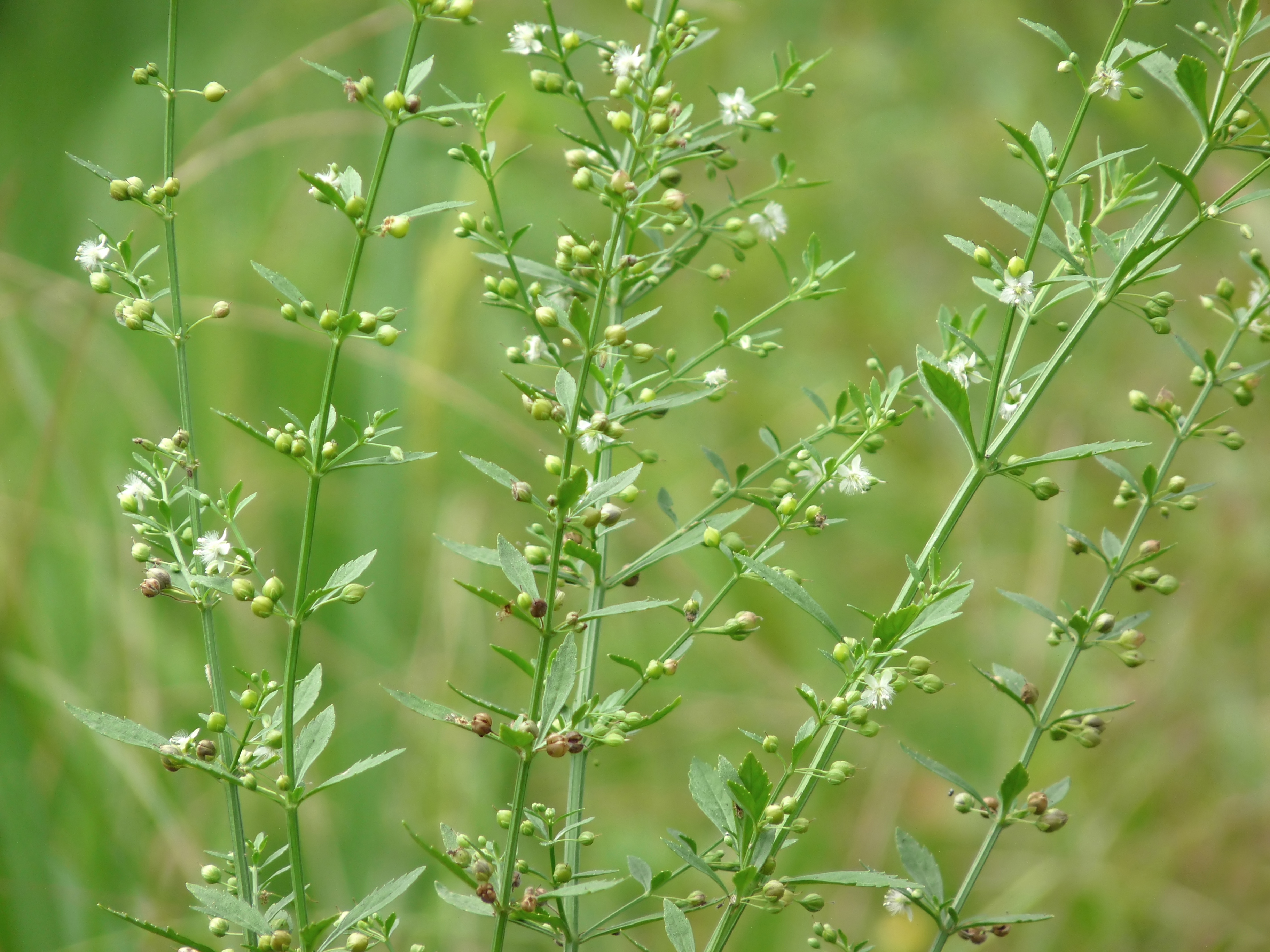